# Old Mill Creek
Old Mill Creek és una vila dels Estats Units a l'estat d'Illinois. Segons el cens del 2000 tenia 251 habitants.

## Demografia
Segons el cens del 2000, Old Mill Creek tenia 251 habitants, 98 habitatges, i 68 famílies. La densitat de població era de 9,6 habitants/km².
Dels 98 habitatges en un 31,6% hi vivien nens de menys de 18 anys, en un 61,2% hi vivien parelles casades, en un 6,1% dones solteres, i en un 29,6% no eren unitats familiars. En el 23,5% dels habitatges hi vivien persones soles el 5,1% de les quals corresponia a persones de 65 anys o més que vivien soles. El nombre mitjà de persones vivint en cada habitatge era de 2,56 i el nombre mitjà de persones que vivien en cada família era de 3,09.
Per edats la població es repartia de la següent manera: un 23,9% tenia menys de 18 anys, un 6% entre 18 i 24, un 35,5% entre 25 i 44, un 27,5% de 45 a 60 i un 7,2% 65 anys o més.
L'edat mediana era de 37 anys. Per cada 100 dones de 18 o més anys hi havia 103,2 homes.
La renda mediana per habitatge era de 82.426 $ i la renda mediana per família de 92.529 $. Els homes tenien una renda mediana de 50.208 $ mentre que les dones 41.250 $. La renda per capita de la població era de 43.314 $. Cap de les famílies i el 2,7% de la població estaven per davall del llindar de pobresa.

## Poblacions properes
El següent diagrama mostra les poblacions més properes.